# Amata benitonis
Amata benitonis är en fjärilsart som beskrevs av Embrik Strand 1912. Amata benitonis ingår i släktet Amata och familjen björnspinnare. Inga underarter finns listade i Catalogue of Life.